# Misery Signals
Misery Signals est un groupe américano-canadien de metalcore, originaire du Wisconsin.

## Histoire
Misery Signals est formé après la dissolution de plusieurs groupes, dont 7 Angels 7 Plagues, Hamartia et Compromise. Après avoir joué brièvement avec 7 Angels 7 Plagues, l'ancien chanteur de Compromise, Jesse Zaraska, est approché par Ryan Morgan et Kyle Johnson pour un nouveau projet qui allait devenir Misery Signals. Jeff Aust de Hamartia a rejoint le groupe en tant que second guitariste et Branden, le frère de Ryan Morgan, rejoint le groupe en tant que batteur. Aust quitte rapidement le groupe et a depuis rejoint With Honor. Il est remplacé par Stu Ross, un ami de Jesse Zaraska de Saint-Albert, Alberta.
En juillet 2008, Misery Signals sort son troisième album complet intitulé Controller. Après une longue tournée de soutien à Controller au début de 2009, les membres de Misery Signals ont voulu poursuivre d'autres directions musicales en dehors de leur groupe.
Schubach participe à un projet parallèle de heavy metal appelé Solace. Il est le seul membre du groupe et enregistre la guitare, la basse et le chant dans un home studio à la mode DIY La batterie est ajoutée numériquement, à l'aide d'un programme sur son Macbook. La batterie est ajoutée numériquement, à l'aide d'un programme sur son Macbook. Au cours des étapes de financement de ce projet parallèle, il fournit des incitations aux individus et aux groupes en échange d'un soutien financier en utilisant la plate-forme de financement participatif Kickstarter. Dans le cadre de ce programme d'incitation, Karl Schubach participe en tant que chanteur invité à une chanson du groupe britannique de metal/hardcore The Divided.
En 2010, Stuart Ross devient le leader d'un groupe de pop punk de Vancouver, en Colombie-Britannique Living with Lions. Ross quitte officiellement Misery Signals le 25 septembre 2010, pour se concentrer sur Living with Lions, et est apparemment fatigué de jouer du heavy metal,. En octobre 2010, Kyle Johnson annonce également son départ du groupe.
Le 8 mai 2020, une vidéo de 26 secondes en caméra fixe de vagues avec seulement la date « 05.15.2020 » apparaissant au centre de l'écran à la fin de la vidéo, est postée sur les comptes de médias sociaux de Misery Signals, suggérant qu'une nouvelle musique, ou un nouvel album, est prêt à être annoncé, et/ou publié, à cette date. Le 14 mai 2020, Misery Signals annonce la sortie prochaine de leur cinquième album studio, Ultraviolet qui sortira le 7 août 2020, ainsi que la sortie du single The Tempest.

## Discographie

### Albums studio
- 2004 : Of Malice and the Magnum Heart
- 2006 : Mirrors
- 2008 : Controller
- 2013 : Absent Light
- 2020 : Ultraviolet

### EP
- 2003 : Misery Signals